# Луцій Сальвій Отон Тіціан
Лу́цій Са́львій Ото́н Тіціа́н (лат. Lucius Salvius Otho Titianus; близько 32 — 69) — політичний та військовий діяч Римської імперії, консул 52 року, консул-суффект 69 року.

## Життєпис
Походив з впливової етруської родини. Його батько Луцій Сальвій Отон отримав звання патриція. Замолоду перебрався до Риму. У 52 році його було обрано консулом разом з Фавстом Корнелієм Суллою Феліксом. Каденція Луція Сальвія тривала до червня місяця. У 62 році увійшов до колегії арвальських братів.
У 63–65 роках як проконсул керував провінцією Азія. Після приходу у 69 році до імператорської влади брата Отона Луцій Сальвій став консулом-суффектом. Брав активну участь у вирішальній битві при Бедріакі. Після поразки та самогубства Отона вів перемовини з Вітеллієм. Завдяки цього зумів зберегти життя, але відійшов від політики. Того ж року Луцій Тіціан помер.

## Родина
- Дружина — Кокцея, донька Марка Кокцея Нерви, консула 40 року.
- Син — Луцій Сальвій Отон Кокцеян, консул-суффект 82 року.